# Rick Davis
Ne doit pas être confondu avec Rick Davies.
Richard Dean Davis dit Rick Davis, né le 24 novembre 1958 à Denver, est un joueur international américain de soccer.

## Biographie
Il reçoit 35 sélections et inscrit 7 buts en équipe des États-Unis entre 1977 et 1988.
Il participe à deux olympiades, en 1984 et 1988. Il joue trois matchs lors du tournoi olympique de 1984, et à nouveau trois matchs lors du tournoi olympique de 1988.
Il joue également 12 matchs comptant pour les tours préliminaires des coupes du monde, lors des éditions 1982, 1986 et 1990.
Il fait partie du National Soccer Hall of Fame depuis 2001.

## Palmarès
- Vainqueur de la North American Soccer League en 1978, 1980 et 1982 avec le New York Cosmos